# Inaturalist
Inaturalist, av projektet skrivet iNaturalist, är ett tvärvetenskapligt projekt online och ett socialt nätverk för naturforskare, samhällsvetare och biologer för kartläggning och delning av observationer av den biologiska mångfalden över hela världen. Observationer kan införas via webbplatsen eller från en mobilapplikation. Observationerna ger värdefulla öppna data till en mängd olika vetenskapliga forskningsprojekt, museer, botaniska trädgårdar, parker och andra organisationer. Användare av Inaturalist har bidragit med mer än två miljoner observationer sedan starten 2008, och projektet har kallats "en fanbärare för naturhistoriska mobila applikationer."

## Historik
Inaturalist.org började 2008 som ett examensarbete vid UC Berkeley School of Information av Nate Agrin, Jessica Kline, och Ken-ichi Ueda. Nate Agrin och Ken-ichi Ueda fortsatt arbete med webbplatsen tillsammans med webutvecklaren Sean McGregor. Under 2011 började Ueda samarbete med Scott Loarie, forskarassistent vid Stanford University och föreläsare vid UC Berkeley. Ueda och Loarie är nuvarande (2016) samarbetande direktörer för Inaturalist.org. Den 24 april 2014 gick inaturalist.org samman med California Academy of Sciences och under 2014 kunde Inaturalist notera sin miljonte observation.

## Deltagande
Inaturalist är baserad på allmän insamling av data. Användare av Inaturalist kan lämna information om organismer i form av fotografier, ljudinspelningar eller visuella iakttagelser. Observationer kan vara antingen "tillfälliga" eller av forskningskvalitet, och de senare läggs in i online-databaser för att kunna utnyttjas av forskare.
I maj 2016 omfattade nätverket Inaturalist mer än 200 000 användare som bidragit med över 2 500 000 observationer av växter, djur och andra organismer i världen. Användare har skapat och bidragit till över 2 000 olika projekt,  som spänner över hundratals teman.
Några exempel på projekt är taxa- och platsspecifika Bioblitzer, observationer av trafikdödade djur, djurspår, och dokumenterad spridningen av främmande arter. Amerikanska National Park Service samarbetar med Inaturalist genom att samla iakttagelser från 2016 nationalparkers Bioblitz. Detta projekt översteg 100 000 observationer i augusti 2016. Under 2011 användes Inaturalist som en plattform för att driva samtidiga globala amfibie- och reptil-Bioblitzes, där observationer har använts för att hjälpa till att övervaka förekomsten och fördelningen av världens reptiler och grodarter.